# گیمویل
گیمویل (انگلیسی: Gamevil) شرکت بازی ویدئویی کره‌ای است، که در سال ۲۰۰۰ تأسیس شد.